# Биљана Кескеновић
Биљана Кескеновић (Нови Сад, 1966) југословенско-српска је позоришна и филмска глумица.

## Биографија
Биљана Кескеновић је рођена 1966. године у Новом Саду. Глуму је дипломирала на Академији уметности Универзитета у Новом Саду у класи професора Петра Банићевића. Од 1988. године је стални члан глумачког ансамбла Народног позоришта у Сомбору, у ком има титулу првакиње драме, а од 2008. до 2014. године је била и управница позоришта. Прве улоге на телевизији оставрила је у југословенским ТВ филмовима Херој улице (1986) и Дечји бич (1988), а ксаније се појавила и у српским дугометражним филмовима Непослушни (2014) и Влажност (2016).
Освојила је три награде за глумачко остварење на Фестивалу професионалних позоришта Војводине — за улоге Герде у представи Афера недужне Анабеле (1997), Живке Поповић у представи Госпођа министарка (2004) и Кате у представи Парадокс (2005). Добила је две награде „Статуета ћуран” на фестивалу Дани комедије у Јагодини за улоге Кате у представи Парадокс (2005) Маре у представи Доктор Нушић (2014).
За улогу грофице у представи Фигарова женидба (1994) добила је глумачку награду за најбољу партнерску игру на фестивалу „Вршачка позоришна јесен”. На фестивалу „Љубиша Јовановић” у Шапцу освојила је глумачку награду за улогу Маре у представи Кате Капуралица (2010), док је на фестивалу у Јагодини добила награду „Никола Милић” за улогу госпођице Фернивал у представи Мрачна комедија (2005). Такође је добила и награду „Глумица вечери” по одлуци стручног жирија, на фестивалу „20. Глумачке свечаности Миливоје Живановић” за улогу Маре у представи Доктор Нушић (2014).

## Филмографија
| Год.  | Назив       | Улога          |
| ----- | ----------- | -------------- |
| 1986. | Херој улице |                |
| 1988. | Дечји бич   | Секретарица    |
| 2014. | Непослушни  | Жена са салаша |
| 2016. | Влажност    | Марија         |

## Позоришне представе
| 1988. | Ујка Вања                            | Јелена Андрејевна  | Петар Вечек                                    |       |                   |                 |
| 1988. | Седморица како бисмо их данас читали | Антигона           | Љубослав Мајера                                |       |                   |                 |
| 1988. | Па то је да пошизиш                  |                    | Радослав Златан Дорић                          |       |                   |                 |
| 1989. | Мистер долар                         | Ела                | Александар Дунђеровић                          |       |                   |                 |
| 1989. | Дивља патка                          | Гина               | Петар Вечек                                    |       |                   |                 |
| 1989. | Код вечите славине                   |                    | Ненад Бојић                                    |       |                   |                 |
| 1990. | Мала                                 | Славица            | Владимир Лазић                                 |       |                   |                 |
| 1990. | Флорентински шешир                   | Клара              | Љубомир Драшкић                                |       |                   |                 |
| 1990. | Лепеза Леди Виндермир                | Леди Виндермир     | Гордана Лебовић                                |       |                   |                 |
| 1990. | Пепељуга                             | Жужа               | Јакша Злодре                                   |       |                   |                 |
| 1991. | Странкаџије                          | Глумица            | Радослав Златан Дорић                          |       |                   |                 |
| 1991. | Камо ноћи камо дани                  | Ленка Ђунђерски    | Радослав Златан Дорић                          |       |                   |                 |
| 1991. | Две сиротице                         | Дијана             | Славенко Салетовић                             |       |                   |                 |
| 1991. | Мала школа рокенрола                 |                    | Јагош Марковић                                 |       |                   |                 |
| 1991. | Радо иде Србин у војнике             | Жена војника       | Зоран Ратковић                                 |       |                   |                 |
| 1992. | Укроћена горопад                     | Бјанка             | Зоран Ратковић                                 |       |                   |                 |
| 1992. | Таленти и обожаваоци                 |                    | Славољуб Стефановић Раваси                     |       |                   |                 |
| 1993. | Ко се шуња иза жбуња                 | 1. мапет стражарка | Зоран Ратковић                                 |       |                   |                 |
| 1993. | Хотел промаја                        | Госпођа Пингле     | Љубомир Драшкић                                |       |                   |                 |
| 1993. | Дон Жуан                             | Елвира             | Зоран Ратковић                                 |       |                   |                 |
| 1994. | Фигарова женидба                     | Грофица Розина     | Кокан Младеновић                               |       |                   |                 |
| 1994. | Фишка галантом                       | Јуца               | Душан Петровић                                 |       |                   |                 |
| 1994. | Кате капуралица                      | Маре               | Јагош Марковић                                 |       |                   |                 |
| 1994. | Гордана                              | Гордана — жена     | Зоран Ратковић                                 |       |                   |                 |
| 1995. | Лунаса                               | Роуз               | Душан Петровић                                 |       |                   |                 |
| 1996. | Декамерон — дан раније               | Лаурета            | Јагош Марковић                                 |       |                   |                 |
| 1997. | Афера недужне Анабеле                |                    | Кокан Младеновић                               |       |                   |                 |
| 1998. | Сумњиво лице                         | Анђа               | Јагош Марковић                                 |       |                   |                 |
| 1998. | Зла жена                             | Султана            | Љубослав Мајера                                |       |                   |                 |
| 2001. | Копенхаген                           | Маргрете           | Ања Шуша                                       |       |                   |                 |
| 2001. | Буђење пролећа                       | Госпођа Бергман    | Горчин Стојановић                              |       |                   |                 |
| 2002. | Опсада Цркве Светог Спаса            | Ана Дандоло        | Кокан Младеновић                               |       |                   |                 |
| 2002. | Радост убијања                       | Норма              | Душан Петровић                                 |       |                   |                 |
| 2003. | Мајстори и Маргарита                 | разни ликови       | Кокан Младеновић                               |       |                   |                 |
| 2003. | Мртве уше                            | Ера Николајевна    | Татјана Мандић Ригонат                         |       |                   |                 |
| 2004. | Госпођа министарка                   | Живка Поповић      | Горчин Стојановић                              |       |                   |                 |
| 2005. | Балкански шпијун                     | Даница Чворовић    | Кокан Младеновић                               |       |                   |                 |
| 2005. | Мрачна комедија                      | Госпођица Фернивал | Оливера Ђорђевић                               |       |                   |                 |
| 2005. | Парадокс                             | Ката               | Егон Савин                                     |       |                   |                 |
| 2006. | Лажа и паралажа                      | Јелица             | Горчин Стојановић                              |       |                   |                 |
| 2007. | Виа Балкан                           |                    | Горчин Стојановић Лари Запија Кокан Младеновић |       |                   |                 |
| 2009. | Лепет мојих плућних крила            | Даница             | Марко Манојловић                               |       |                   |                 |
| 2009. | Пројекција                           | Луда Вера          | Борис Лијешевић                                |       |                   |                 |
| 2010. | Кате Капуларица                      | Маре               | Јагош Марковић                                 |       |                   |                 |
| 2010. | Окупација                            | Сара               |                                                |       |                   |                 |
| 2011. | Сестре Карамазове                    | Лили Карамазова    | Радослав Миленковић                            |       |                   |                 |
| 2012. | Представа Хамлета у селу Мрдуша Доња | Марушка            | Кокан Младеновић                               |       |                   |                 |
| 2014. | Доктор Нушић                         | Мара               | Кокан Младеновић                               |       |                   |                 |
| 2016. | Гоголанд                             |                    | Андраш Урбан                                   |       |                   |                 |
| 2017. | Маестро                              | Ема                | Милан Нешковић                                 |       |                   |                 |
| 2018. | Тенор на зајам                       | Џулија             | Оља Ђорђевић                                   |       |                   |                 |
| 2019. | Тартиф                               | Госпођа Пернел     | Игор Вук Торбица                               | 2019. | ‘’ Семпер идем ‘’ | Госпођа Паулина |